# 카비아 마다반
카비아 마다반(영어: Kavya Madhavan, 1984년 9월 19일 ~ )은 인도의 배우이다.

## 출연 작품
- 원스 어게인 (2016)
- 바부티유드 나마틸 (2012)
- 베니스의 상인 (2011)